# Uckermark
 (octobre 2024).
L’Uckermark (« marche de l'Ucker ») est une région située à 60 kilomètres au nord-est de Berlin, la plus vaste et la moins peuplée d'Allemagne. Si la majeure partie de l'Uckermark est dans le Land de Brandebourg, la ville de Strasburg (Uckermark) se trouve, elle, dans le Land du Mecklembourg-Poméranie-Occidentale. 

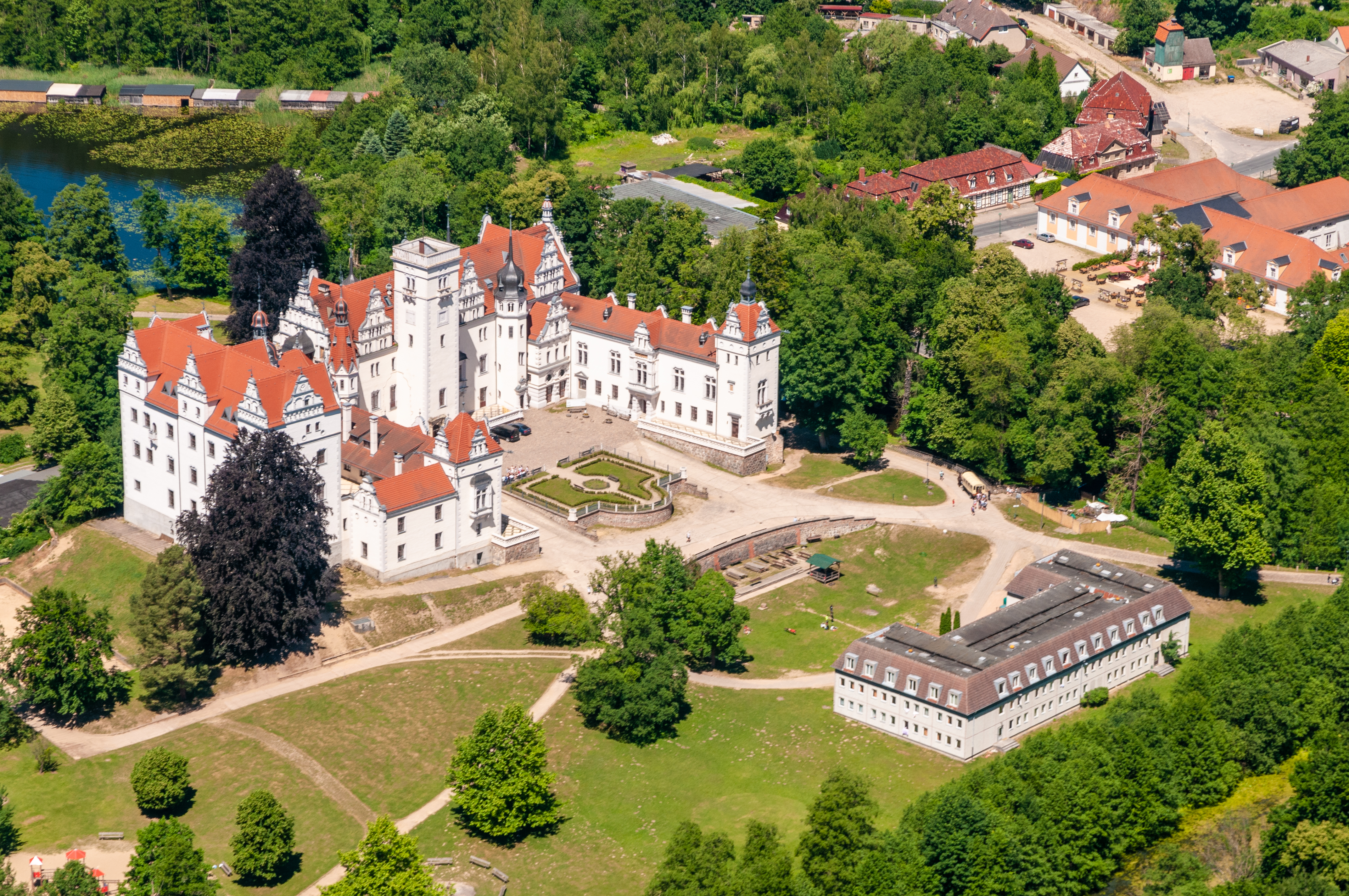
Le château de Boitzenburg, l'un des sites les plus célèbres d'Uckermark.

## Économie
Les principales activités économiques sont le raffinage de produits pétroliers, la fabrication de papier, le tourisme, l'agriculture l'énergie éolienne et l'industrie agro-alimentaire. Les espaces naturels protégés attirent de plus en plus de visiteurs.

## Origine du nom
Le nom « Uckermark » est, pour sa première partie, d'origine slave. Il signifie « frontière », ou « marche ». L'étymologie est la même que le mot Ukraine. L'Uckermark a été colonisé par des peuples germaniques, entre le VIIe et le XIIe siècle. Le mot allemand « Mark » désigne aussi un domaine frontalier, une marche. Uckermark est donc un pléonasme.
Le mot « Ucker » se retrouve dans les noms des lacs de l'Ucker, supérieur et inférieur (Uckerseen : Ober- et Unteruckersee), le fleuve Uecker (ou Ucker) et enfin dans la ville d’Ueckermünde.

## Protection de la nature
Dans l'Uckermark, on trouve à l'ouest le parc national Unteres Odertal, au sud la Réserve de biosphère de Schorfheide-Chorin et à l'ouest le Parc naturel des lacs d'Uckermark (Naturpark Uckermärkische Seen).

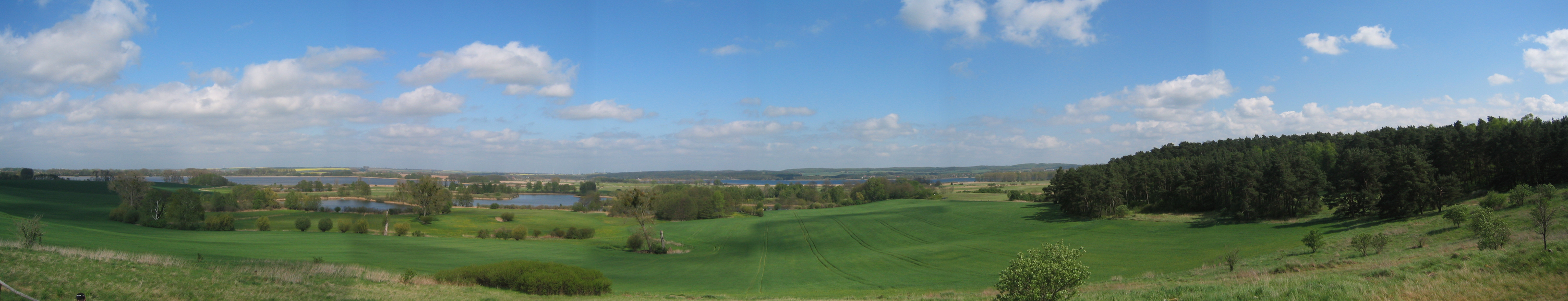
Vue sur la vallée de l'Ucker.

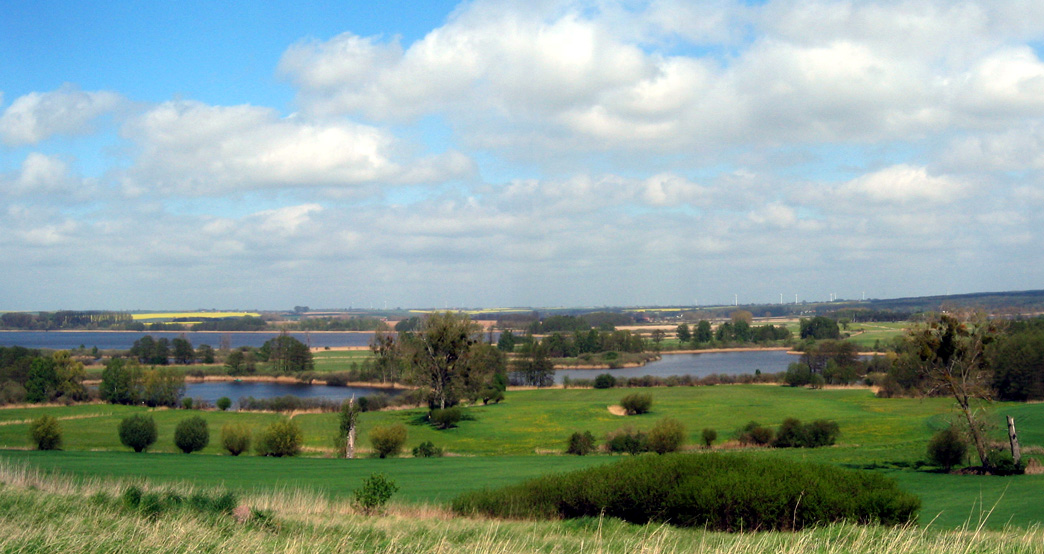
Vue sur les cinq lacs.

## Filmographie
- Uckermark film documentaire de Volker Koepp, v.o.s.t. anglais, 2001, couleur, 105 min : Le récit traite de la réorganisation d’un territoire livré au chômage, à l’exode, aux mouvements d’extrême droite. Le film, qui interroge les mémoires et sonde les esprits, compose un tableau complexe de destins individuels et de migrations collectives que le metteur en scène capte avec une sensibilité à la fois politique et poétique. Volker Koepp devient ainsi, à l’image du Stechlin, un Theodor Fontane filmique.